# Sedlejov
Sedlejov là một làng thuộc huyện Jihlava, vùng Vysočina, Cộng hòa Séc.